# فيليكس نعيم
فيليكس نعيم (بالعبرية: פליקס נעים‏) هو مدرب كرة قدم ولاعب كرة قدم إسرائيلي، ولد في 9 مايو 1960 في إسرائيل. لعب مع Maccabi Neve Sha'anan Eldad F.C. ‏.

## وصلات خارجية
- فيليكس نعيم على موقع قاعدة بيانات كرة القدم.إي يو (الإنجليزية)